# Te veré en sueños
"Te veré en sueños" es una novela de 200 páginas, cuya primera edición fue hecha por la Editorial San Marcos, Lima-Perú, hoy ya agotada. Actualmente va por su tercera edición en las librerías virtuales de Internet. 
La novela, definida como esotérica y de aventura, del autor Michaelangelo Barnez, trata acerca de las vicisitudes de una mujer, presa de extrañas experiencias extrasensoriales, en la búsqueda del hijo extraviado en el laberinto de la vida y la muerte.
Historia que transcurre desde las hermosas y soleadas playas del sur de California a las legendarias ruinas arqueológicas del imperio Incaico en el Cuzco.
Narración hecha desde una óptica muy particular, aunque no extraña ni novedosa, confronta el pensamiento esotérico con la lógica formal y el esquematismo del mundo occidental; combinando las técnicas narrativas de la novela con las del guion cinematográfico, en un definido estilo surrealista. Y, en el que se percibe el afán del autor de expresarse en forma clara y sencilla.
El autor advierte que, "Te veré en sueños", no es una joya de la literatura, sino una historia simple y entretenida, que busca compartir con los lectores experiencias reales aunque extraordinarias, que muchas veces nos negamos a aceptar.
- Datos: Q5648926